# (4731) Monicagrady
(4731) Monicagrady (1981 EE9) – planetoida z pasa głównego asteroid okrążająca Słońce w ciągu 5 lat i 181 dni w średniej odległości 3,11 j.a. Została odkryta 1 marca 1981 roku.